# 世界ビックリ映像クイズ
世界ビックリ映像クイズ（せかいビックリえいぞうクイズ）は、テレビ朝日のクイズ単発特別番組枠『すくいず!』の中で放送された企画の一つ、企画第1弾。

## 内容
- 第1回～第4回、第13回～第14回に放送。
- 海外取材のVTRからクイズを出題。解答方法は、早押しと記述式の2種類がある。1問毎に、正解者にはVTRに関連した賞品が贈られる。
- ニュースや天気予報を読んでいる最中にいきなり服を脱いで、全裸になるというニュースチャンネルの取材VTRが、多くの出演者に好評だった。
- 第1～4回はクイズのほかに、「日本語でしゃべらナイト」という架空の番組の1コーナーという設定で、「ディラン&キャサリン」のコントがあった。
- 司会のキャスティングに関して紆余曲折があった事を匂わせる発言が、土田晃之本人からあった。

## 出演者
- 司会：土田晃之
- 回答者
  - 松嶋尚美
  - 勝俣州和（第1～2回）
  - 東貴博（第3～4回、第13回～第14回）
  - KABA.ちゃん
  - 高部あい
  - 岩井志麻子
  - 上原さくら（第3～4回、第13回～第14回）
- VTRレポーター
  - ザブングル
  - マンゴスティン
  - 友近、なだぎ武（ディラン&キャサリンのVTR）

## スタッフ
- ナレーション：垂木勉、うすいたかやす、水沢史絵、田坂秀樹、鮎貝健
- 構成：鵜沢茂郎、関口正晃、榎淳一郎
- リサーチ：フリード
- TD：二瓶友美（テレビ朝日）
- CAM：福原正之（テレビ朝日）、高橋政博
- 技術アシスト：首藤康仁、田近朗史
- MIX：為田あかね（テレビ朝日）
- VE：依田摂子（テレビ朝日）
- 照明：菅原祐
- テクノクレーン：坂野昇
- 美術デザイン：石井哲也（テレビ朝日）
- 美術進行：吉居真夏、楢崎仁志
- 大道具：大窪学
- 小道具：蛭川正規
- 生花装飾：橋本由子
- 特効：釜田智志
- 電飾：青羽亮、三木貴司
- システム：奥山航
- モーショングラ：藤井健一
- モニター：古島教成、安藤洋一
- サンプレ：日野直治
- CG：坂田敏治、中村敦、葛原健治、菊間俊介
- ヘアメイク：甲斐女衣花、大久保友子、段久美子、堤久美子
- 衣裳：樋口唄平
- VTR編集：水上義明、中村健一、福谷裕二、水上智仁、山城温之
- MA：鳥居拓也
- 音響効果：松丸利行、井上竜一
- TK：長谷川菜花、小島美和子
- 制作スタッフ：石川美香、門田こむぎ、石井和章、濱口賢治
- ディレクター：直江庸介、桃井隆宏、北澤陽一、永井洋一、富田一伸、伊セ 徹、北山友亮、阿多野淳、角田竜一、阿部秀紀、西山隆一（テレビ朝日）
- 総合演出：小野恭裕（Call）
- プロデューサー：梁取正彦（Call）、近藤弘道（コムクエスト）、堀田浩司（Call）、井澤達也（C.A.L）、峯田大介（東阪企画） /山下浩司（テレビ朝日）
- 技術協力：KYORITZ、日放、TSP
- 美術協力：テレビ朝日クリエイト
- 制作協力：Call、C.A.L、コムクエスト、東阪企画
- 制作著作：テレビ朝日

## 放送日
- 第1回 - 2007年4月18日
- 第2回 - 2007年4月25日
- 第3回 - 2007年5月2日
- 第4回 - 2007年5月9日
- 第5回 - 2007年7月11日
- 第6回 - 2007年7月18日

| スタブアイコン | サブスタブ | この項目は、まだ閲覧者の調べものの参照としては役立たない、テレビ番組に関連した書きかけの項目です。この項目を加筆・訂正などしてくださる協力者を求めています（P:テレビ/PJ:放送または配信の番組）。 |